# Svarttindane
Svarttindane är en bergstopp i Antarktis. Den ligger i Östantarktis. Norge gör anspråk på området. Toppen på Svarttindane är 2 360 meter över havet.
Terrängen runt Svarttindane är huvudsakligen kuperad, men åt nordväst är den platt. Trakten är obefolkad. Det finns inga samhällen i närheten. 